# Futbol'nyj Klub Dynamo Kyïv 1976
Questa voce raccoglie le informazioni riguardanti il Futbol'nyj Klub Dynamo Kyïv, meglio conosciuta come Dinamo Kiev, nelle competizioni ufficiali della stagione 1976.

## Stagione
Nel 1976 il campionato sovietico fu diviso in due e ha dato il titolo di campione al vincitore del torneo di primavera e di autunno. La Dinamo Kiev si classificò rispettivamente all'ottavo e al secondo posto. Nella coppa nazionale, la squadra di Kiev fu eliminata ai quarti di finale dal Dnepr. A inizio stagione la Dinamo proseguì il cammino in Coppa dei Campioni 1975-1976, venendo eliminata ai quarti di finale dai francesi del Saint-Étienne, dopo i tempi supplementari. Nella seconda parte della stagione i Bianco-blu presero parte alla Coppa dei Campioni 1976-1977 battendo agli ottavi di finale contro i greci del PAOK. Il torneo terminò nel 1977.

## Maglie
| Casa | Trasferta |

## Rosa
| N. |                             | Ruolo | Calciatore                 |
| -- | --------------------------- | ----- | -------------------------- |
| -  | Unione Sovietica (bandiera) | P     | Evgenij Rudakov            |
| -  | Unione Sovietica (bandiera) | P     | Mychajlo Moskalenko        |
| -  | Unione Sovietica (bandiera) | D     | Oleksandr Berežnyj         |
| -  | Unione Sovietica (bandiera) | D     | Oleksandr Damin            |
| -  | Unione Sovietica (bandiera) | D     | Mychajlo Fomenko           |
| -  | Unione Sovietica (bandiera) | D     | Serhij Vasyl'ovyč Kuznecov |
| -  | Unione Sovietica (bandiera) | D     | Volodymyr Lozyns'kyj       |
| -  | Unione Sovietica (bandiera) | D     | Viktor Matvijenko          |
| -  | Unione Sovietica (bandiera) | D     | Stefan Reško               |
| -  | Unione Sovietica (bandiera) | D     | Volodymyr Troškin          |
| -  | Unione Sovietica (bandiera) | D     | Valerij Zujev              |
| -  | Unione Sovietica (bandiera) | D     | Viktor Zvjahincev          |

| N. |                             | Ruolo | Calciatore             |
| -- | --------------------------- | ----- | ---------------------- |
| -  | Unione Sovietica (bandiera) | C     | Anatolij Marčenko      |
| -  | Unione Sovietica (bandiera) | C     | Leonid Burjak          |
| -  | Unione Sovietica (bandiera) | C     | Viktor Kolotov         |
| -  | Unione Sovietica (bandiera) | C     | Anatolij Kon'kov       |
| -  | Unione Sovietica (bandiera) | C     | Jurij Koval'ov         |
| -  | Unione Sovietica (bandiera) | C     | Volodymyr Muntjan      |
| -  | Unione Sovietica (bandiera) | C     | Volodymyr Veremjejev   |
| -  | Unione Sovietica (bandiera) | C     | Aleksandr Xapsalïs     |
| -  | Unione Sovietica (bandiera) | A     | Oleh Blochin           |
| -  | Unione Sovietica (bandiera) | A     | Stanislav Kočubyns'kyj |
| -  | Unione Sovietica (bandiera) | A     | Volodymyr Onyščenko    |
| -  | Unione Sovietica (bandiera) | A     | Petro Slobodjan        |

## Risultati

### Vysšaja Liga

#### Primavera
| Arbitro: | Mkrtčyan (Erevan) |

|  |           |            |
|  | Marcatori | 61’ Šepel' |

| Kiev 11 aprile 1976, ore 19:00 2ª giornata | Dinamo Kiev    | 0 – 0 referto | Lokomotiv Mosca | Stadio Centrale (30 000 spett.)\| Arbitro: \| Balajan (Baku) \| |
| Arbitro:                                   | Balajan (Baku) |               |                 |                                                                 |

| Arbitro: | Fardman (Ejsk) |

|  |           |                  |
|  | Marcatori | 67’ Kočubyns'kyj |

| Arbitro: | Bakanidze (Tbilisi) |

|              |           |  |
| Kuznecov 67’ | Marcatori |  |

| Kiev 2 maggio 1976, ore 17:00 5ª giornata | Dinamo Kiev   | 0 – 0 referto | Dinamo Minsk | Stadio Centrale (7 000 spett.)\| Arbitro: \| Lušin (Mosca) \| |
| Arbitro:                                  | Lušin (Mosca) |               |              |                                                               |

| Arbitro: | Juška (Vilnius) |

|                                |           |  |
| Muntjan 66’ (rig.) Blochin 76’ | Marcatori |  |

| Donec'k 16 maggio 1976, ore 17:00 7ª giornata | Šachtar        | 0 – 0 referto | Dinamo Kiev | Stadio Lokomotiv (44 000 spett.)\| Arbitro: \| Rubenis (Riga) \| |
| Arbitro:                                      | Rubenis (Riga) |               |             |                                                                  |

| Arbitro: | Koganov (Baku) |

|              |           |  |
| Marčenko 20’ | Marcatori |  |

| Arbitro: | Rubenis (Riga) |

|                |           |                        |
| Andreasyan 57’ | Marcatori | 28’ Zujev 44’ Koval'ov |

| Arbitro: | Šklovskij (Mosca) |

|                           |           |            |
| Marčenko 38’ Xapsalïs 77’ | Marcatori | 85’ Kuksov |

| Arbitro: | Rudnev (Mosca) |

|                                 |           |                  |
| Veremjejev 57’ Blochin 61’, 71’ | Marcatori | 86’ (rig.) Čorba |

| Arbitro: | Lipatov (Mosca) |

|               |           |             |
| Pohorjelov 8’ | Marcatori | 30’ Muntjan |

| Arbitro: | Šklovskij (Mosca) |

|            |           |                     |
| Markin 79’ | Marcatori | 31’ (rig.) Koval'ov |

| Arbitro: | Bakanidze (Tbilisi) |

|              |           |                         |
| Xapsalïs 20’ | Marcatori | 26’ Smirnov 58’ Arjapov |

#### Autunno
| Donec'k 22 settembre 1976, ore 19:00 1ª giornata | Šachtar         | 0 – 0 referto | Dinamo Kiev | Stadio Šachtar (20 000 spett.)\| Arbitro: \| Kazakov (Mosca) \| |
| Arbitro:                                         | Kazakov (Mosca) |               |             |                                                                 |

| Arbitro: | Nalbandjan (Erevan) |

|               |           |                                     |
| Onyščenko 22’ | Marcatori | 33’ Jakovlev 50’ Mal'ko 58’ Solovëv |

| Arbitro: | Tabakov (Mosca) |

|                |           |            |
| Jelisjejev 55’ | Marcatori | 87’ Burjak |

| Arbitro: | Bakanidze (Tbilisi) |

|                          |           |               |
| Aver'janov 22’ Nodia 36’ | Marcatori | 12’ Slobodjan |

| Arbitro: | Juška (Vilnius) |

|               |           |  |
| Gerškovič 10’ | Marcatori |  |

| Arbitro: | Lipatkov (Mosca) |

|            |           |             |
| Markin 26’ | Marcatori | 34’ Troškin |

| Arbitro: | Mkrtčyan (Erevan) |

|            |           |               |
| Burjak 49’ | Marcatori | 26’ Nazarenko |

| Arbitro: | Rubenis (Riga) |

|                                     |           |                              |
| Blochin 52’, 76’ (rig.) Muntjan 87’ | Marcatori | 67’ K'erop'yan 90’ Oganesyan |

| Tbilisi 3 ottobre 1976, ore 19:00 9ª giornata | Dinamo Tbilisi    | 0 – 0 referto | Dinamo Kiev | Stadio Dinamo Lenin (75 000 spett.)\| Arbitro: \| Šklovskij (Mosca) \| |
| Arbitro:                                      | Šklovskij (Mosca) |               |             |                                                                        |

| Arbitro: | Šklovskij (Mosca) |

|              |           |  |
| Koval'ov 55’ | Marcatori |  |

| Arbitro: | Nalbandyan (Erevan) |

|                                      |           |                           |
| Kon'kov 12’ Burjak 21’ Onyščenko 38’ | Marcatori | 55’ Chrabrostin 75’ Jurin |

| Arbitro: | Kazakov (Mosca) |

|                        |           |                           |
| Savka 37’ Daniljuk 49’ | Marcatori | 33’ Slobodjan 56’ Blochin |

| Arbitro: | Lipatov (Mosca) |

|                         |           |  |
| Blochin 47’ Kon'kov 62’ | Marcatori |  |

| Arbitro: | Butenko (Mosca) |

|  |           |                                     |
|  | Marcatori | 63’, 68’ (rig.) Kolotov 88’ Blochin |

| Arbitro: | Ivanov (Leningrado) |

|                                     |           |              |
| Burjak 4’ Kolotov 67’ Slobodjan 76’ | Marcatori | 20’ Gladilin |

### Kubok SSSR
| Arbitro: | Baskakov (Mosca) |

|                   |           |                |
| Jakovlev 24’, 80’ | Marcatori | 34’ Zvjahincev |

### Coppa dei Campioni 1975-1976
| Arbitro: | Thomas |

|                         |           |  |
| Kon'kov 21’ Blochin 54’ | Marcatori |  |

| Arbitro: | Gonella |

|                                          |           |  |
| H. Revelli 65’ Larqué 73’ Rocheteau 113’ | Marcatori |  |

### Coppa dei Campioni 1976-1977
| Arbitro: | Matthewson |

|                                              |           |  |
| Onyščenko 7’ Troshkin 80’ Blochin 88’ (rig.) | Marcatori |  |

| Arbitro: | Wurtz |

|  |           |                           |
|  | Marcatori | 11’ Muntyan 65’ Slobodjan |

| Arbitro: | Corver |

|                                           |           |  |
| Buryak 12’, 22’ Kolotov 27’ Slobodjan 60’ | Marcatori |  |

| Arbitro: | Gussoni |

|  |           |                         |
|  | Marcatori | 73’ Kolotov 82’ Blochin |

## Statistiche

### Statistiche di squadra
| Competizione                 | Punti | Totale | Totale | Totale | Totale | Totale | Totale | DR  |
| Competizione                 | Punti | G      | V      | N      | P      | Gf     | Gs     | DR  |
| ---------------------------- | ----- | ------ | ------ | ------ | ------ | ------ | ------ | --- |
| Vysšaja Liha (primavera)     | 15    | 15     | 5      | 5      | 5      | 14     | 12     | +2  |
| Vysšaja Liha (autunno)       | 18    | 15     | 6      | 6      | 3      | 22     | 16     | +6  |
| Coppa dell'URSS              | -     | 1      | 0      | 0      | 1      | 1      | 2      | -1  |
| Coppa dei Campioni 1975-1976 | -     | 2      | 1      | 0      | 1      | 2      | 3      | -1  |
| Coppa dei Campioni 1976-1977 | -     | 4      | 4      | 0      | 0      | 11     | 0      | +11 |
| Totale                       | -     | 37     | 16     | 11     | 10     | 50     | 33     | +17 |